# Herbeville
Herbeville ist eine französische Gemeinde mit 232 Einwohnern (Stand: 1. Januar 2022) im Département Yvelines in der Region Île-de-France. Sie gehört zum Arrondissement Saint-Germain-en-Laye und zum Kanton Aubergenville. Die Einwohner werden Herbevillois genannt.

## Geographie
Herbeville befindet sich etwa 33 Kilometer westnordwestlich von Paris nahe der Mauldre. Umgeben wird Herbeville von den Nachbargemeinden Bazemont im Norden und Nordwesten, Les Alluets-le-Roi im Osten und Nordosten, Crespières im Süden und Südosten, Mareil-sur-Mauldre im Südwesten sowie Maule im Westen.

## Bevölkerungsentwicklung
| Jahr                      | 1962 | 1968 | 1975 | 1982 | 1990 | 1999 | 2006 | 2012 |
| Einwohner                 | 141  | 151  | 201  | 204  | 325  | 312  | 282  | 263  |
| Quelle: Cassini und INSEE |      |      |      |      |      |      |      |      |

## Sehenswürdigkeiten
- Kirche Saint-Clair, im 12. Jahrhundert erbaut, Monument historique
- Schloss Beaumont aus dem 17. Jahrhundert

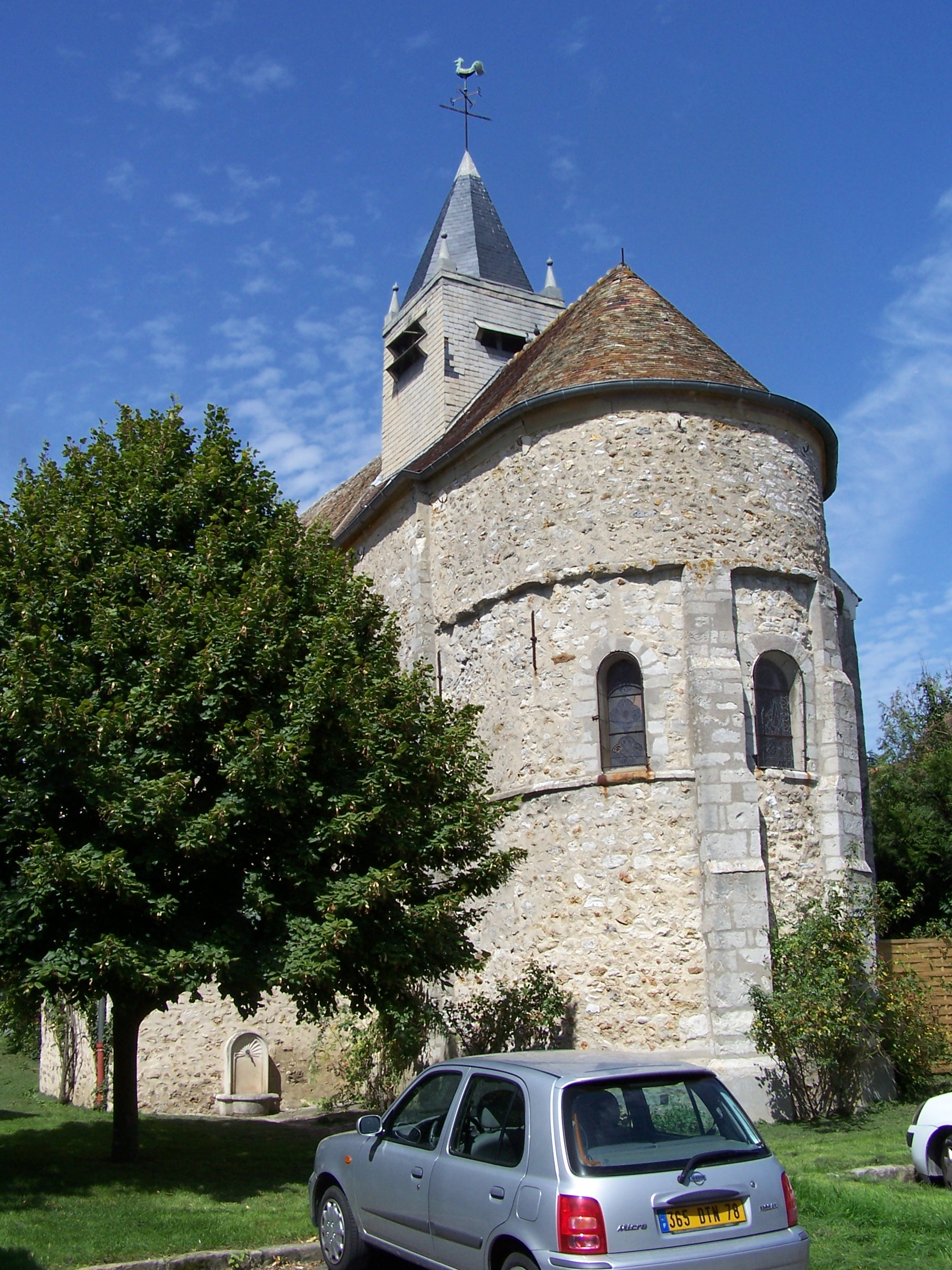
Kirche Saint-Clair
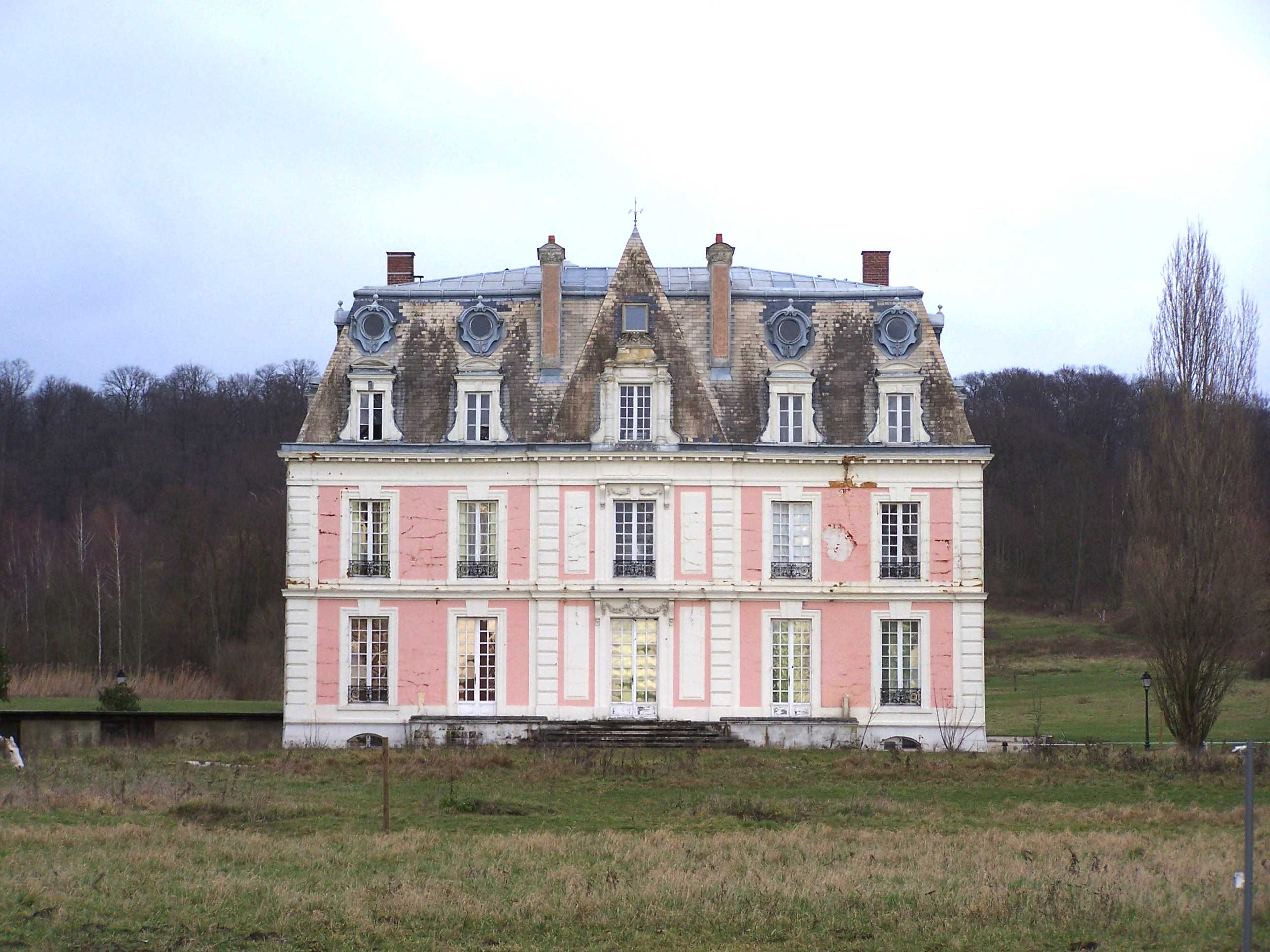
Schloss Boulémont